# Nyctemera popiya
Nyctemera popiya là một loài bướm đêm thuộc phân họ Arctiinae, họ Erebidae.